# 24. oklepno-mehanizirani bataljon Slovenske vojske
24. oklepno-mehanizirani bataljon (krajše 24. OKMB SV) je bila oklepno-mehanizirana enota Slovenske vojske v sestavi 2. PPSV Novo mesto s sedežem v Cerkljah ob Krki.

## Poveljniki
- podpolkovnik Mirko Ognjenovič (1992-2001)
- stotnik Roman Urbanč (2001-2002)

## Organizacija
- štab,
- tankovska četa,
- tankovska četa,
- pehotna-mehanizirana četa,
- lahka samovozna raketno-topniška baterija,
- mehanizirana baterija zračne obrambe,
- zaledni vod.

## Oprema
- tanki M-84,
- pehotna bojna vozila BOV-80,
- oklepna vozila BOV,